# William Ogilvie de Pittensear
William Ogilvie de Pittensear (1736-1819) fue un profesor y ensayista radical escocés, pionero del socialismo en Gran Bretaña al ser el primero en proponer el reparto de la propiedad agraria en su famoso tratado Ensayo sobre el derecho de propiedad de la tierra (An Essay on the Right of Property in Land), publicado anónimamente en 1781. El Ensayo fue reeditado en 1838 con el nombre de su autor y alcanzó una enorme difusión entre los cartistas, que consideraron a Ogilvie uno de sus predecesores.

## Biografía
Fue profesor de literatura clásica de la Universidad de Aberdeen (Escocia). Preocupado por los temas agrarios en 1781 publicó de forma anónima Ensayo sobre el derecho de propiedad de la tierra en el que denunció que la tierra estuviera en manos de una minoría, un hecho al que atribuyó la miseria y la ignorancia de las clases trabajadoras. Según Ogilvie, el régimen de gran propiedad agraria «atacó y sirvió de obstáculo durante siglos a la dicha de la humanidad, tanto o más que la tiranía de los reyes, la impostura de los sacerdotes y los enredos de todos los hombres de leyes unidos». Así pues, había que acabar con el «monopolio» del derecho de propiedad.
Según Ogilvie, la primera máxima de la ley natural era el derecho a disponer de una parcela de tierra, por lo que el Estado estaba obligado a garantizarlo —como Locke afirma que «Dios dio en común la tierra a todos los hombres»—. Al mismo tiempo, siguiendo a los fisiócratas, creía que la agricultura es la fuente fundamental de la riqueza, en lugar de la manufactura, por lo que se debía fomentar la introducción de mejoras técnicas.
Según François Bedarida, «atacando la propiedad, sinónimo de robo y expoliación, y poniendo en primer plano una nueva distribución del suelo y de los productos de la tierra, invoca un nuevo orden social». Sin embargo, según Gian Mario Bravo, «el plan de Ogilvie era puramente teórico, pues no aceptaba la vía revolucionaria ni la reformista, apelando en cambio a un vago espontaneísmo voluntarista».
A pesar del arcaísmo de su propuesta de un socialismo agrario, los cartistas se considerarán sucesores suyos, así como de los spencistas y, más lejanamente, de los levellers.